# Chironomus viridis
Chironomus viridis är en tvåvingeart som först beskrevs av Zetterstedt 1838.  Chironomus viridis ingår i släktet Chironomus och familjen fjädermyggor.
Artens utbredningsområde är Sverige. Inga underarter finns listade i Catalogue of Life.